# Appias tsurui
Appias tsurui är en fjärilsart som beskrevs av Matsumura 1909. Appias tsurui ingår i släktet Appias och familjen vitfjärilar. Inga underarter finns listade i Catalogue of Life.